# Граница (фильм, 2009)
«Граница» (арм. Սահման (Sahman)) — документальный фильм армянского режиссёра Арутюна Хачатряна, демонстрировавшийся в 33 странах мира. Победитель и призёр ряда международных кинофестивалей, самый титулованный армянский фильм 2009 года.

## История
Работы над фильмом были завершены к началу 2009 года. Мировая премьера картины состоялась в феврале 2009 года на кинофестивале в Роттердаме, после чего фильм был показан в 33 странах мира. Ереванская премьера состоялась 15 июля этого же года. За год картина Арутюна Хачатряна «Граница» стала победителем и призёром ряда международных кинофестивалей, собрав множество призов и став самым титулованным армянским фильмом по итогам 2009 года.

## Сюжет
В фильме рассказывается о буйволице, которая пересекает армяно-азербайджанскую границу. Буйволица становится главной героиней ленты, вокруг которой строится сюжет о сложных отношениях и проблемах между двумя соседними народами, рассказывается о религиозном и культурном быте жителей приграничного армянского села.

## В ролях
- Липарит Липаритян
- Манвел Мхитарян
- Давид Гаспарян

## Награды
- 2009 — «Лучший полнометражный документальный фильм» Международного кинофестиваля в Сиракьюсе (США)[3]
- 2009 — Платиновая премия («Platinum Remi») за лучший фильм Международного кинофестиваля в Хьюстоне[3]
- 2009 — Гран-при за лучший фильм Международного кинофестиваля «Золотой апельсин-2009» в Анталии.
- 2009 — Ежегодный приз им. Дарко Братина за «Лучший фильм года» по версии ассоциации Итальянских и Словенских кинокритиков «Киноателье»
- 2009 — приз за «Лучшую режиссуру» на 18-м фестивале кино стран СНГ и Прибалтики «Киношок» проходившем в Анапе с 13 по 20 сентября
- 2010 — приз жюри Международной ассоциации кино критиков «Фипреси» на международном кинофестивале в Фрибуре

### Личные
- 2012 — на национальной кинопремии «Айак», режиссёр фильма Арутюн Хачатрян, победил в номинации Лучший режиссёр